# بيت سحلة (مدينة حجة)

تعديل مصدري - تعديل

بيت سحلة هي إحدى قرى عزلة حملان بمديرية مدينة حجة التابعة لمحافظة حجة، بلغ تعداد سكانها 44 نسمة حسب تعداد اليمن لعام 2004.